# Cauly
Cauly Oliveira Souza, mais conhecido apenas como Cauly (Porto Seguro, 15 de setembro de 1995) é um futebolista brasileiro que atua como meio-campista. Atualmente joga no Bahia.

## Carreira

### Início
Dos cinco aos dez anos, jogou pela Escolinha de Futebol do Bach, tradicional de sua cidade. Com 11 anos, mudou-se para Alemanha junto com sua mãe e chegou a morar em um castelo que servia como hotel e local de eventos por lá, pelo fato de seu padrasto trabalhar nele.
Continuou sua trajetória futebolística no país germânico e em 2008 aos 13 anos, passou num teste para integrar a base do Köln, onde fez toda a sua formação e conquistou alguns títulos, inclusive uma Copa da Alemanha Sub-19 em 2012.

### Fortuna Köln
Sem estrear pelo FC Köln, teve bons números em sua última temporada pelo Sub-19 do clube (seis gols e seis assistências em 26 jogos). Esse desempenho atraiu o interesse do Fortuna Köln, que o contratou em julho de 2014. Não chegou a um acordo com clube para renovação de seu contrato que expirava em 30 de junho de 2015 e acabou saindo. Ficou até o final de julho sem clube, mas acertou seu retorno ao mesmo no final de julho após chegar em um consenso para um novo contrato. Pelo Fortuna atuou em 87 partidas e 17 gols, saindo do clube no meio de 2017.

### MSV Duisburg
Em maio de 2017, Cauly foi anunciado pelo Duisburg e assinou contrato até 2020. Pela Zebra atuou por duas temporadas e marcou doze gols em 59 partidas.

### Padeborn
Em 2019, foi anunciado e assinou contrato com Padeborn até junho de 2021. Porém atuou em apenas 15 partidas pelo clube, saindo em janeiro de 2020 e migrando para o Ludogorets, da Bulgária.

### Ludogorets
Em 16 de janeiro de 2020, foi anunciado como novo reforço do clube búlgaro. Fez um dos gols na vitória de 2–1 sobre Beroe Stara Zagora, ajudando o Ludogorets a conquistar o nono título seguido do Campeonato Búlgaro com quatro rodadas de antecedência.
Até 2 de junho de 2022, Cauly estava entre os jogadores que mais criaram chances de gols nas cinco primeiras rodadas da Liga Europa, dividindo o topo do ranking com Felipe Anderson (Lazio) e Hugo Veglesen (Bodo Glimt) com 13 chances de gol criadas. Ao todo permaneceu no clube búlgaro por três anos, com 27 gols e 21 assistências em 115 partidas, conquistando cinco títulos: três campeonatos búlgaros e duas supercopas.

### Bahia
Após 16 anos na Europa, Cauly foi anunciado como novo reforço do Bahia em 3 de fevereiro de 2023 e assinou contrato até 2026, sendo a 13ª contratação do Esquadrão de aço. O valor da transferência girou em torno de 2,3 milhões de euros (12,3 milhões de reais). O atleta foi apresentado dia 7 de março.
Apesar de ter sido registrado no começo do mês de fevereiro, Cauly só fez sua estreia no dia 22, na goleada sofrida para o Sport na 5ª rodada da Copa do Nordeste. O primeiro gol do meia pelo Tricolor de Aço, foi no dia 1 de março, na goleada de 4–1 sobre a Jacuipense, pela 2ª fase da Copa do Brasil.
Foi peça fundamental na conquista do Campeonato Baiano, marcando dois gols no triunfo por 4-1 diante do Itabuna, pelo jogo de volta das semis e sendo autor de um dos gols do triunfo por 3-0, no jogo de volta da final sobre a Jacuipense, após o empate por 1-1 na ida. Com isso, o tricolor sagrou-se campeão pela 50ª do estadual, tendo Cauly conquistado seu primeiro título pelo clube. Seu bom desempenho no torneio o fez figurar na seleção do campeonato.
Pelo Campeonato Brasileiro, Cauly se consolidou como o grande nome do clube na temporada e um dos principais meias do país. Na competição, o jogador marcou 4 gols e deu mais 7 assistências, totalizando 11 participações em gols, em 32 partidas disputadas, sendo fundamental para permanência do tricolor na elite.
Cauly encerrou sua primeira temporada pelo Bahia, tendo disputado 47 jogos, marcado 10 gols e distribuído 9 assistências, confirmando seu melhor momento na carreira, e sendo cobiçado por outros gigantes do futebol brasileiro, e conquistando um carinho especial por parte da torcida do Esquadrão de aço, recebendo, inclusive, comparações com um dos maiores ídolos da história do clube, Bobô, campeão brasileiro em 88.

## Estilo de jogo
Cauly é definido como um meia armador que gosta de estar com a bola no pé para criar jogadas e distribuir o jogo para os companheiros.

## Títulos

### Ludogorets
- Campeonato Búlgaro: 2019–20, 2020–21 e 2021–22
- Supercopa da Bulgária: 2021 e 2022

### Bahia
- Campeonato Baiano: 2023 e 2025[27]

### Prêmios individuais
- Seleção do Campeonato Baiano: 2023